# ماتياس رودريغيز (لاعب كرة قدم مواليد 1997)
ماتياس رودريغيز (بالإسبانية: Mathías Rodríguez)‏ هو لاعب كرة قدم أوروغواياني في مركز الدفاع، ولد في 20 يونيو 1997 في مونتيفيديو في الأوروغواي. شارك مع منتخب الأوروغواي تحت 18 سنة لكرة القدم ‏. أما مع النوادي، فقد لعب مع بنيارول وريال مدريد.

## وصلات خارجية
- ماتياس رودريغيز (لاعب كرة قدم مواليد 1997) على موقع قاعدة بيانات كرة القدم.إي يو (الإنجليزية)
- ماتياس رودريغيز (لاعب كرة قدم مواليد 1997) على موقع Soccerway.com (الإنجليزية)
- ماتياس رودريغيز (لاعب كرة قدم مواليد 1997) على موقع AS.com (الإسبانية)